# Ikue Mori
Ikue Mori (もりいくえ, Mori Ikue) (17 de desembre de 1953, Tòquio (Japó)), també coneguda com a Ikue Ile, és una bateria, compositora i dissenyadora gràfica.
Ikue Mori nasqué i es va criar al Japó. Ella mateixa ha dit que tenia poc interès en la música abans d'haver sentit música punk rock. L'any 1977, va anar la ciutat de Nova York, de primer com a turista però hi va romandre des d'aleshores.
La seva primera experiència musical va ser com bateria en una banda no wave anomenada DNA, Mori aviat va desenvolupar un estil distintiu, mentre que Lester Bangs va escriure que ella "tallava Sunny Murray en el meu llibre" Murray és considerat un important bateria de free jazz.
Després de la desbandada d'DNA, Mori va esdevenir activa en la música experimental de Nova York i va començar a tocar drum machines.
El 1995, inicià la seva col·laboració amb el músic japonès de baix de guitarra Kato Hideki (de la Ground Zero), i junts amb el guitarrista experimental Fred Frith (de Henry Cow), van formar Death Ambient. Aquest trio va fer tres àlbums, Death Ambient (1995), Synaesthesia (1999) i Drunken Forest (2007).
Ella ha actuat també amb el trompetista Dave Douglas, Butch Morris, Kim Gordon, Thurston Moore, i molts altres incloent com Hemophiliac, un trio amb John Zorn i el cantant Mike Patton.
Mori s'ha inspirat en les arts visuals. El seu, One Hundred Aspects of the Moon de 2005, està inspirat en l'artista japonès Yoshitoshi. El seu Myrninerest, està inspirat en l'artista Madge Gill.
L'any 2006, va guanyar un premi atorgat per la Foundation for Contemporary Arts.

## Discografia
- Painted Desert (1995)
- Hex Kitchen (1993)
- Garden (1996)
- B/Side (1998)
- One Hundred Aspects of the Moon (2000)
- Labyrinth (2001)
- Myrninerest (2005)
- Bhima Swarga (2007)
- Class Insecta (2009)
- Near Nadir (with Mark Nauseef, Evan Parker and Bill Laswell; 2011)

- David Watson / Jim Denley / Rik Rue / Amanda Stewart / Ikue Mori - Bit-Part Actor (Braille Records, 1996)

Amb Mephista (Mori, Sylvie Courvoisier i Susie Ibarra)
- Black Narcissus (Tzadik, 2002)
- Entomological Reflections (Tzadik, 2004)

Amb Cyro Baptista
- Infinito (Tzadik, 2009)

Amb John Zorn
- Locus Solus (Rift, 1983)
- The Bribe (Tzadik, 1986 [1998])
- Godard/Spillane (Tzadik, 1987 [1999])
- Filmworks III: 1990–1995 (Toy's Factory, 1995)
- Filmworks VI: 1996 (Tzadik, 1996)
- Cobra: John Zorn's Game Pieces Volume 2 (Tzadik, 2002)
- Hemophiliac (Tzadik, 2002) amb Hemophiliac
- Voices in the Wilderness (Tzadik, 2003)
- The Unknown Masada (Tzadik, 2003)
- 50th Birthday Celebration Volume 4 (Tzadik, 2004) amb Electric Masada
- 50th Birthday Celebration Volume 6 (Tzadik, 2004) amb Hemophiliac
- Mysterium (Tzadik, 2005)
- Electric Masada: At the Mountains of Madness (Tzadik, 2005) amb Electric Masada
- Filmworks XVI: Workingman's Death (Tzadik, 2005)
- Six Litanies for Heliogabalus (Tzadik, 2007)
- Femina (Tzadik, 2009)
- Interzone (Tzadik, 2010)
- Rimbaud (Tzadik, 2012)
- In Lambeth (Tzadik, 2013) amb the Gnostic Trio